# Battletoads
Battletoads é uma franquia de mídia da Rare que começou com o jogo de beat 'em up intitulado Battletoads de 1991. Estrelando três sapos antropomórficos com nomes de doenças da pele em inglês, Rash, Zitz e Pimple, a série foi criada para rivalizar com a série de jogos das Teenage Mutant Ninja Turtles. O jogo Battletoads original para o NES era conhecido por sua dificuldade, mas ainda recebeu um culto de seguidores, gerando sequências para várias plataformas, incluindo um crossover com a série Double Dragon e um reboot moderno após um intervalo de 25 anos nos lançamentos. Em cada um dos jogos, o objetivo é derrotar a nêmesis dos sapos, a Dark Queen e seu exército de mutantes espaciais.

## Jogos eletrônicos

### Série
- Battletoads: Os Battletoads tem que derrotar a malvada Dark Queen em seu planeta e resgatar seus parceiros sequestrados, Pimple e a Princesa Angelica. Originalmente lançado para o Nintendo Entertainment System (NES) em 1991 pela Rare (no Japão, o jogo é distribuído pela Masaya Games,[2] na Europa e nos EUA o jogo é distribuído pela Tradewest) e posteriormente portado pela Mindscape para Amiga em 1992 (mas não foi lançado até 1994), pela Arc System Works para Mega Drive e Game Gear ambos em 1993, pela Rare para Game Boy em 1993 (como Battletoads in Ragnarok's World), e pela Mindscape para Amiga CD32 em 1994.
- Battletoads: Um jogo de LCD foi lançado pela Tiger Electronics em 1991.
- Battletoads (Game Boy): Um spin-off do jogo original de NES. Apesar de ter a mesma arte da caixa e título que o lançamento original de NES, é um jogo totalmente diferente dessa versão. Cronologicamente se passa antes do primeiro "Battletoads", e possui fases e personagens não vistos em outros jogos "Battletoads".
- Battletoads in Battlemaniacs: Lançado em 1993 para o Super Nintendo Entertainment System (SNES) e desenvolvido em 1994 para o Master System (mas não foi lançado até 1996). Neste jogo, Zitz e a filha do CEO da Psicone Industries foram capturados e cabe a Rash e Pimple salvá-los de serem serviçais da Dark Queen. Diferente dos jogos anteriores, neste cada personagem tem suas habilidades e combos específicos. Pimple tem mais força, grande e com grande alcance de socos, enquanto Rash é ágil e menor, lutando com ataques de chute. Além do jogo cooperativo, um jogador solo pode jogar como Rash trocando para o segundo controlador.
- Battletoads in Ragnarok's World: Um porte de 1993 do jogo original, feito pela Rare para o Game Boy.
- Battletoads/Double Dragon: Um crossover com os personagens da série Double Dragon com várias liberdades tomadas. A Dark Queen e o Shadow Boss se unem e cinco heróis (os três sapos, Zitz, Rash e Pimple, e os dois irmãos Lee, Billy e Jimmy) devem detê-los. Pela primeira vez na série, o jogo oferece aos jogadores uma tela de seleção de personagens. Lançado em 1993 para NES, Mega Drive, SNES e Game Boy.
- Battletoads Arcade: Um jogo de arcade lançado em 1994, também conhecido como Super Battletoads. O jogo de arcade, ao contrário dos outros jogos, apresentava voice-overs e vários outros recursos que o distinguem dos outros jogos, como um nível de violência muito maior. Segue-se a fórmula atualizada de Battletoads in Battlemaniacs de cada personagem com seu próprio design e habilidades e combos específicos, mas desta vez apresentando os três sapos, Zitz, Rash e Pimple, como personagens selecionáveis: enquanto Rash é mantido como o personagem ágil e menor e Pimple como o forte, Zitz é representado como o personagem intermediário e equilibrado. Os níveis dos veículos enfatizam o combate, em vez de memorizar e evitar obstáculos.
- Battletoads (2020): Um jogo para Xbox One, Xbox Series X/S e Microsoft Windows desenvolvido pela DLaLa Studios em colaboração com a Rare,[3] lançado em 20 de agosto de 2020. Possui um multijogador cooperativo de sofá para três jogadores e gráficos de alta resolução desenhados à mão 4K 2,5D.[4][5][6] O primeiro trailer de jogabilidade foi revelado na E3 2019.[7]

Os Battletoads aparecem em um encontro de chefe bônus nas versões para Xbox One e PC de Shovel Knight. Battletoads e Battletoads Arcade estão incluídos no Rare Replay, uma compilação de 30 jogos da Rare lançado para o Xbox One em 2015. Rash aparece como um personagem convidado jogável na terceira temporada do jogo de luta Killer Instinct, disponível para Xbox One e Windows. Rash também aparece como uma figura de ação em Grounded.

### História da produção
Um jogo de sequência/remake estava sendo desenvolvido para o Game Boy Advance, mas acabou sendo cancelado. Em 2013, Phil Spencer da equipe Xbox da Microsoft mencionou seu gosto por Battletoads enquanto perguntava aos fãs quais jogos Rare deveriam ser trazidos de volta para o Xbox One. Em 2014, a marca "Battletoads" foi registrada novamente nos Estados Unidos. Spencer apareceu publicamente com uma camiseta de Battletoads em 2015, poucos dias depois de Ken Lobb (criador do reboot do Killer Instinct de 2013), da Microsoft Studios, dizer que tem planos de trazer Battletoads e outras séries clássicas da Rare de volta "algum dia".

### Outros
Battletoads: The Official Battlebook, o guia autorizado pela Tradewest para os jogos de console Battletoads, foi escrito por Steve Schwartz e publicado em 1994 pela Prima Publishing. Dicas de jogo detalhadas, estratégias e segredos foram fornecidos para os seguintes jogos: Battletoads (NES e Mega Drive), Battletoads in Battlemaniacs (Super NES) e Battletoads/Double Dragon (NES, Mega Drive e Super NES).

## Personagens

### Heróis
Rash - O mais conhecido dos Battletoads. Ele é verde e usa óculos escuros. Também é visto em outros jogos da série com uma bandana em seu braço. Considerado o mais rápido e maluco dos sapos. Seu nome real é Dave Shar.
Zitz - Zitz é o líder e mais inteligente dos Battletoads.Ele tende a usar ataques com máquinas (Serra-elétrica e Furadeira no Arcade). Seu nome real é Morgan Ziegler.
Pimple - O musculoso Pimple mais parece o "tanque" dos Battletoads. Ele adora usar objetos pesados para detonar seus inimigos (bigornas, martelos etc). Seu nome real é George Pie.
Professor T. Bird - Este velho abutre é o mentor e guia dos Battletoads em suas missões.

### Vilões
Dark Queen - A misteriosa vilã. Suas ambições incluem destruir os Battletoads e dominar o universo com a ajuda de seus malvados aliados.
Robo-Manus - Este perigoso ciborgue lutou com os Battletoads várias vezes e foi derrotado em todas. Ainda assim ele é um dos mais inteligentes e perigosos inimigos dos Battletoads.
Big Blag - Big Blag é um rato morbidamente obeso que usa seu peso como forma de ataque, tentando esmagar os sapos. Big Blag também luta com uma bola de espinhos no final de sua cauda.
Silas Volkmire - Um dos mais misteriosos aliados da Dark Queen, Silas Volkmire é responsável pela criação dos Battletoads. Volkmire é encontrado no jogo Battletoads in Battlemaniacs como um chefe semifinal. Dado como morto quando sua nave é atingida, mas seu corpo não é encontrado. Volkmire também é rapidamente mencionado no primeiro Battletoads, já que uma das fases tem seu nome. Considerado humano, aparece deformado em Battletoads in Battlemaniacs. Ele era originalmente um cientista da Terra.

### Outros personagens
Scuzz - Membros da gangue mutante liderada por Big Blag. Estes vilões são os principais soldados do exército da Dark Queen. Eles aparecem de várias formas e usam vários tipos de armas. Também são chamados Giblets e Gonads.
- Nota: há um rato chamado Scuzz, que parece ser o braço direito de Big Blag. Ele é encontrado na versão do Gameboy de Battletoads, assim como em Super Battletoads, na qual ele dirige o Robo-Rat, o chefe da terceira fase.

General Slaughter - Um touro comandante das forças da Dark Queen. Além de sua aparição no primeiro Battletoads original, ele serve como chefe de primeira fase ou meio-de-jogo. Ataca com seus punhos e chifres.
Psyko Pigs - Outro grupo de soldados da Dark Queen, liderados por General Slaughter. Psyko Pigs são porcos humanoides com tendência a usar armas grandes, especialmente machados e maças (algumas eletrificadas), ou usam o peso de seu próprio corpo. São maiores e mais pesados que os Rat Pack, sendo, portanto, mais lentos.

## Outros produtos

### Desenho Animado
Battletoads gerou um especial de televisão animado de meia hora para televisão produzido pela DIC Animation City em uma tentativa de capitalizar a popularidade das Teenage Mutant Ninja Turtles (a DiC tentaria isso novamente mais tarde ao produzir Street Sharks e Extreme Dinosaurs). Pretendido como o piloto de uma série completa, o especial foi ao ar em sindicação nos Estados Unidos no fim de semana de Ação de Graças de 1992. No entanto, nunca foi escolhido para uma série, apesar dos anúncios em quadrinhos na revista GamePro afirmando o contrário.
Buena Vista Home Video lançou o piloto em VHS em janeiro de 1994. Embora o piloto não tenha sido lançado em DVD, ele recebeu um lançamento oficial no YouTube em 5 de agosto de 2014 no Retro Gaming Shows, (que mais tarde mudou seu nome para WildBrain Super Heroes), um canal do YouTube administrado pela empresa canadense DHX Media, que atualmente detém os direitos da biblioteca de desenhos animados da DIC.
A história serviu de pré-sequência para a franquia de jogo eletrônico. Situado em Oxnard, Califórnia, é estrelado por três surfistas, estudantes do ensino secundário (diferente da história do jogo que mostra três técnicos do jogo eletrônico). O trio recebe a habilidade de se transformar em sapos antropomórficos com força sobre-humana e a habilidade de transformar seus braços e pernas em armas em técnicas chamadas "Smash Hits". Eles são encarregados de proteger o professor T. Bird e a princesa Angelica da Dark Queen, que quer roubar o amuleto mágico de Angelica para seus planos de dominar o universo.
O desenho foi adaptado e escrito por David Wise (sem relação com o compositor dos jogos eletrônicos Battletoads de mesmo nome).

### HQ
A história de fundo de Battletoads foi publicada em quadrinhos na revista Nintendo Power, ela foi escrita pelo funcionário da Rare, Guy Miller. Os toads eram originariamente três garotos que jogavam um jogo eletrônico de realidade virtual chamado Battletoads diante de espectadores para as Indústrias Psicone. O técnico Silas Volkmire recebe ordens de fazer o jogo mais difícil para aumentar o espetáculo, mas Silas, por não compartilhar o sucesso dos três, modifica o jogo. Quando os garotos iniciam o jogo novamente, são transformados nos personagens e presos no jogo. Depois de escapar de uma emboscada da Dark Queen com a ajuda do Professor T. Bird, os toads unem forças com ele para salvar o universo da tirana.

## Recepção
Em 2010, a Game Informer incluiu Battletoads entre dez franquias de jogos que merecem um renascimento, e precisamente, "uma verdadeira sequência em HD". Em 2012, a Forbes o listou como uma das cinco franquias de jogo eletrônico "que precisam voltar dos mortos", acrescentando que um Battletoads moderno "deve manter suas qualidades de side-scroller enquanto adota o estilo 2,5D" semelhante ao Mark of the Ninja. O retorno da série também foi demandado por outros veículos, incluindo a Complex, Maxim e GameRevolution.
Por outro lado, a versão animada de Battletoads foi muito mal recebida. Ele foi incluído na lista dos cinco "piores desenhos animados one-shot já feitos" pelo Topless Robot em 2008.

## Trote telefônico
No início de 2011, os usuários do 4chan organizaram um trote em massa ligando para a loja de penhores Gold and Silver, lar do popular programa de televisão Pawn Stars. As pessoas perguntavam repetidamente aos funcionários se eles vendiam Battletoads. Essa ligação levou Rick Harrison, estrela do Pawn Stars e dono da loja, a xingar e gritar repetidamente com as pessoas que ligaram, que gravaram e enviaram para o YouTube. Isso originou uma série de muitos outros vídeos semelhantes de brincalhões ligando para estabelecimentos aleatórios e perguntando sobre Battletoads. A desenvolvedora de Battletoads, Rare, reconheceu a pegadinha por meio de uma conquista chamada "Do You Have Battletoads?" em sua compilação de jogos de 2015, Rare Replay.
A GameStop também sofreu trotes onde as pessoas ligavam para várias de suas lojas e perguntavam se eles podiam fazer pré-venda do Battletoads original de NES.